# Étaín

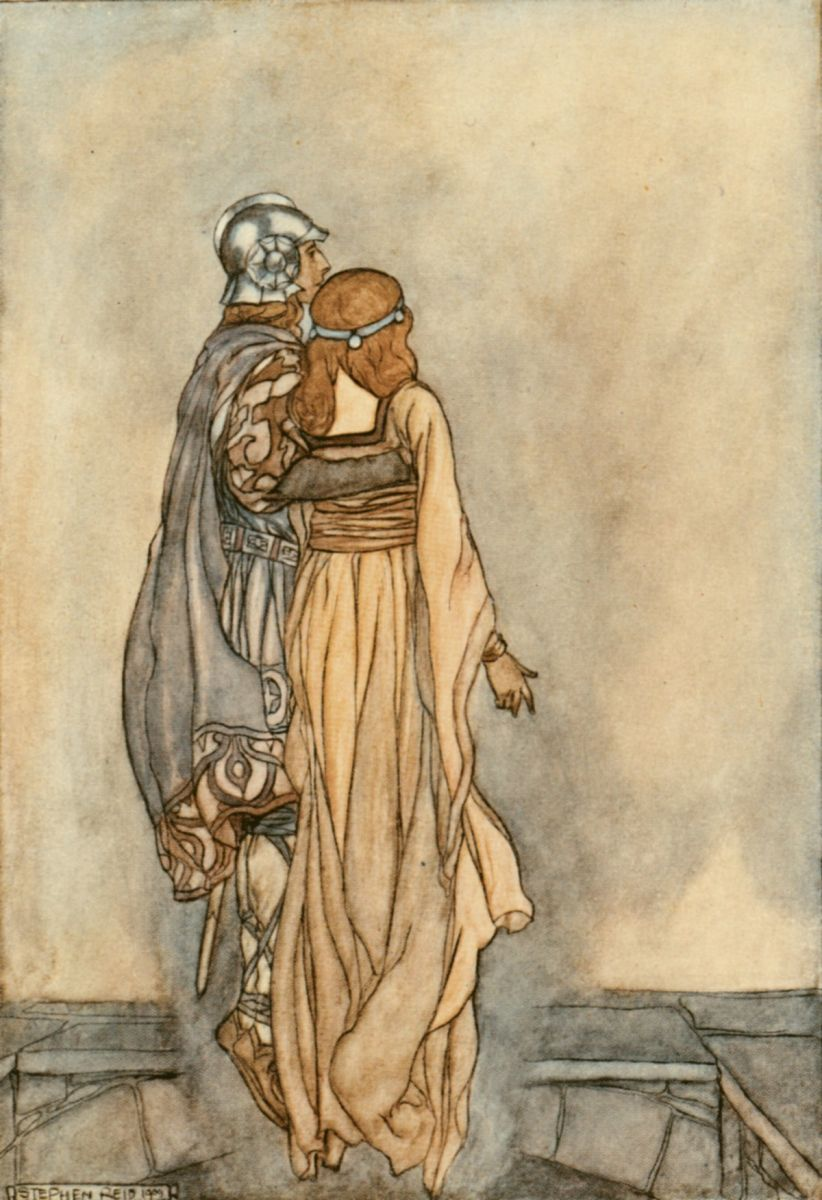
Étaín e Midir, illustrazione di Stephen Reid in The High Deeds of Finn di T. W. Rolleston (1910).

Étaín o Édaín (ortografia moderna irlandese: Éadaoin) è una figura della mitologia irlandese, meglio conosciuta come l'eroina di Tochmarc Étaíne ("Il corteggiamento di Étaín"), una delle storie più antiche e ricche del ciclo mitologico. Compare anche nel racconto Togail Bruidne Dá Derga (La distruzione dell'ostello di Da Derga). T. F. O'Rahilly la identifica come una divinità solare.

## Tochmarc Étaíne
Quando Midir del Tuatha Dé Danann si innamora e sposa Étaín, la prima moglie respinta di Midir, Fúamnach, diventa gelosa e lancia una serie di incantesimi su di lei. Prima Fúamnach trasforma Étaín in una pozza d'acqua, poi in un verme (in alcune versioni un serpente) e poi in una bellissima mosca scarlatta. Midir non sa che la mosca è Étaín, ma diventa la sua compagna costante e non ha più interesse per le donne. Fúamnach crea quindi un vento che soffia via la mosca e non gli permette di posarsi da nessuna parte tranne le rocce del mare per sette anni.
Alla fine arriva sulle vesti di Aengus, che la riconosce come Étaín, ma è in guerra con Midir e non può restituirgliela. Costruisce allora una piccola camera con finestre, in modo che lei possa andare e venire, e porta con sé la camera ovunque vada. Ma Fúamnach viene a conoscenza di questo e crea un altro vento che la allontana da lui per altri sette anni. Alla fine la mosca cade in un bicchiere di vino. Il vino viene inghiottito (insieme alla mosca) dalla moglie di Étar, un capotribù dell'Ulster, al tempo di Conchobar mac Nessa. La donna rimane incinta e Étain rinasce, mille e dodici anni dopo la sua prima nascita.
Da grande, Étaín sposa l'alto re d'Irlanda, Eochaid Airem. Il loro incontro è legato all'episodio di apertura di Togail Bruidne Dá Derga. Il fratello di Eochaid, Ailill Angubae, si innamora di lei. Alla fine ammette a Étaín che sta morendo d'amore per lei, e lei accetta di dormire con lui per salvargli la vita. Si accordano per incontrarsi, ma Midir lancia un incantesimo che fa addormentare Ailill e perdere l'appuntamento. Tuttavia, Étaín incontra un uomo che sembra e parla come Ailill, ma non dorme con lui perché sente che in realtà non è lui. Ciò accade tre volte e l'uomo che assomiglia ad Ailill si rivela essere Midir, che le racconta della sua vita precedente come sua moglie. Étaín si rifiuta di partire con lui a meno che il marito non le dia il permesso. Quindi ritorna da Ailill e lo trova guarito.
Midir si reca quindi da Eochaid nella sua vera forma e chiede di giocare con lui a fidchell, un gioco da tavolo. Offre un piatto di cinquanta cavalli, perde e dà a Eochaid i cavalli come promesso. Midir lo sfida a più partite, per puntate sempre più alte, e continua a perdere. Infine sfida Eochaid a un'ultima partita di fidchell, con la posta che verrà nominata dal vincitore. Questa volta, Midir vince e chiede un abbraccio e un bacio da Étaín. Eochaid concorda che lo avrà se tornerà tra un mese. Un mese dopo Midir ritorna, abbraccia Étaín, e i due si trasformano in cigni e volano via.
Eochaid e i suoi uomini iniziano a scavare sul tumulo di Brí Léith, dove abita Midir. Midir appare a loro e dice a Eochaid che sua moglie gli sarà restituita il giorno seguente. Il giorno dopo compaiono cinquanta donne che assomigliano tutte a Étain, e una vecchia strega dice a Eochaid di scegliere quale è sua moglie. Eochaid sceglie, ma Midir rivela che Étaín era incinta quando l'aveva presa, e la ragazza che ha scelto è sua figlia. Eochaid è inorridito, perché ha dormito con sua figlia, che è rimasta incinta di una bambina. Quando la bambina, chiamata Mess Búachalla, nasce, viene abbandonata, ma viene in seguito trovata e cresciuta da un pastore e sua moglie. Successivamente diventerà la madre dell'alto re Conaire Mor.

## Nome e corrispondenze
Il nome Étaín è alternativamente scritto come Edain, Aideen, Etaoin, Éadaoin, Aedín o Adaon. Deriva da una forma diminutiva dell'antico irlandese ét, "passione, gelosia". A volte è conosciuta con l'epiteto Echraide ("colei che cavalca"), suggerendo legami con divinità e figure associate ai cavalli come la gallese Rhiannon e l'Epona gallica.  In Tochmarc Étaíne Midir la chiama Bé Find (dama bianca). Tuttavia, la poesia incorporata nel testo A Bé Find in ragha lium potrebbe essere una composizione più antica e non correlata che è stata aggiunta alla storia in seguito.
Altrove Étaín, chiamata Eadon la poetessa, sembra essere una figlia di Dian Cecht. Allo stesso modo, l'Etain menzionata nella "Seconda Battaglia di Moytura" è la madre di Carpre, il poeta satirico che svergogna i Fomori.